# Burg Gosevelde
Die Burg Gosevelde, auch Burg Gosefeld oder Burg Räuberkuhle genannt, ist eine abgegangene mittelalterliche Turmhügelburg (Motte) in der Gemeinde Timmendorfer Strand im Kreis Ostholstein in Schleswig-Holstein bezeichnet.
Sie befindet sich nordöstlich des Hemmelsdorfer Sees – rund 500 m östlich des Flusses Aalbek und etwa 200 m östlich des als Twerbek bezeichneten östlichen Arms der Aalbek – südlich von Niendorf (Gemeinde Timmendorfer Strand) und westlich des Dorfes Häven. Sichtbar sind der ehemalige Turmhügel mit einigen Findlingen – ehemaligen Fundamentsteinen – und ein Graben. Die Burg wurde auf einem steil abfallenden Geestrücken am Rande des (dort mittlerweile verlandeten) Hemmelsdorfer Sees angelegt.
Bei der Burg handelte es sich um eine Motte mit einem Durchmesser von 12 bis 14 m, die – vermutlich – aus Holz und mit einem Steinfundament versehen auf einem kleinen Hügel errichtet und durch den See und einen ca. 4 m breiten Graben geschützt wurde. Die Burg ist 1255 erstmals urkundlich erwähnt worden und bestand während des 13. Jahrhunderts und 14. Jahrhunderts. Sie gehörte den holsteinischen Rittern von Buchwaldt. Die Reste der Burg stehen als Bodendenkmal unter Denkmalschutz.
Gegen Detlev von Buchwald und seine Brüder sowie Otto von Padelügge, die von der Burg aus die Landstraßen gefährdeten, verbündeten sich am 5. Februar 1255 die Grafen Johann I. und Gerhard I. von Holstein. Gegen Zahlung von Lübecker Subsidien sollten sie gegen die Burg vorgehen.